# 近佔七村，遠奪三島
近佔七村，遠奪三島，是十九世紀中期澳葡政府為擴大葡萄牙人在澳門的勢力範圍而向澳門城附近地區擴張的殖民計劃。當中七村為沙崗、新橋、沙梨頭、龍環、龍田、塔石以及望廈村；三島為氹仔、路環以及青洲島。經過澳葡政府一連串的擴張行動，澳門現有的地理區域基本上被形成。

## 背景

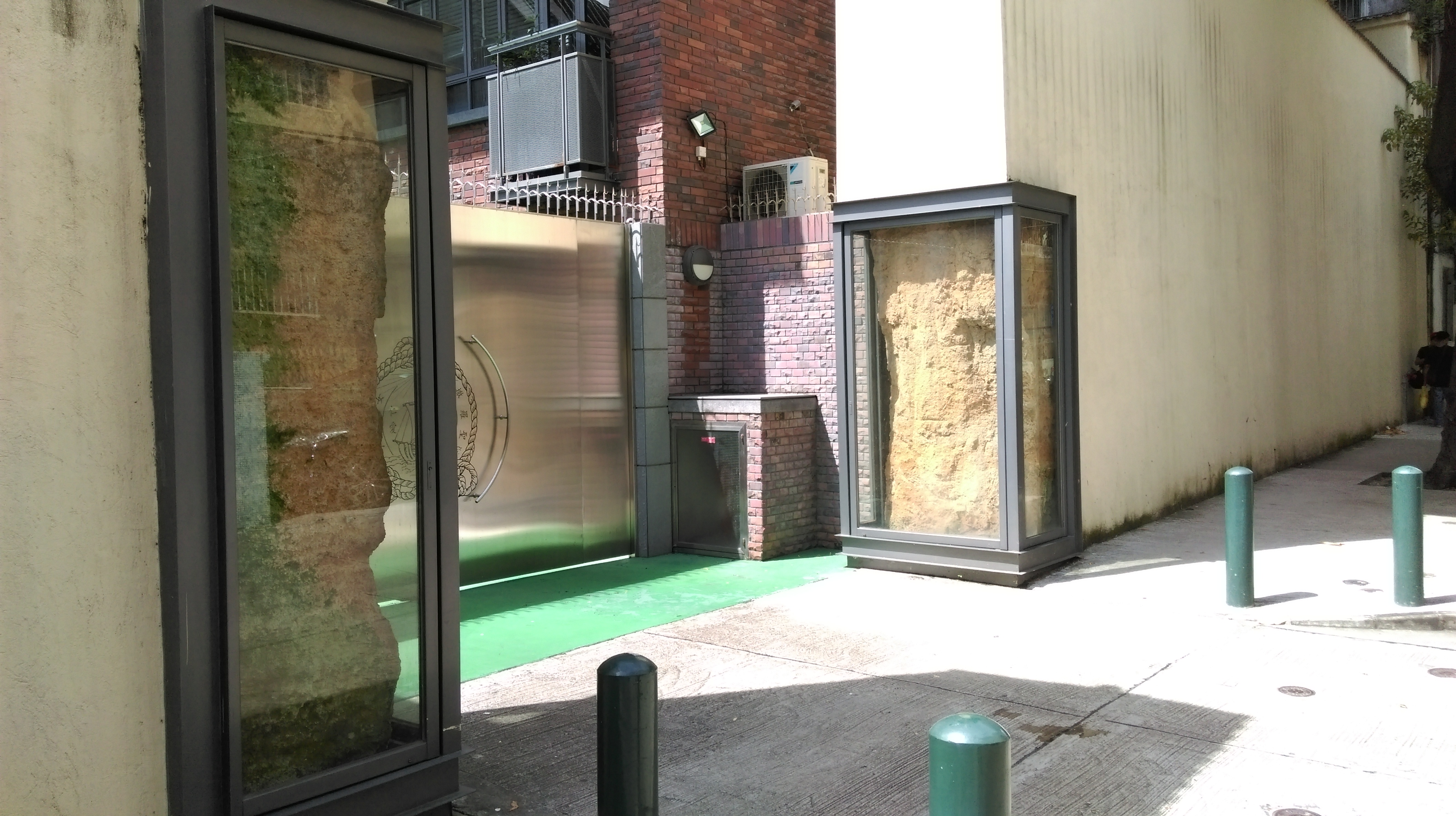
聖羅撒女子中學（中文部）後門的舊城牆遺址

在計劃實施前的兩百多年裡為「葡人自治時期」，當時澳門半島被城牆分隔成兩個“隔牆相望，和而不同”的社區，在半島南部的澳門城內以洋人為主，並且擁有自治權，但中國政府依然擁有澳門的主權，而在城外尤其是城北以華人為主。

## 擴張過程
1846年，時任澳門總督亞馬留將主體城牆拆毀，將居澳界址向北推展，突破澳門葡城的界限，開始對澳門實行全面的殖民管治，澳門步入了「殖民時期」。澳葡每成功佔領一村，都會在各村莊強編田村戶籍，立門牌，並陸續於昔日農田甚至祖墳之上強行開闢馬路。
1844年，澳葡當局擅自在氹仔建造炮台，幾年後又將該炮台進一步鞏固，自稱已將管轄區擴展到氹仔。1848年，當局擅自從水坑尾門起，向北開闢通往關閘的馬路。1851年氹仔被佔領。1863年強佔塔石、沙崗、新橋、沙梨頭、石牆村等村，設馬路門牌，毀租界舊牆。1864年，佔領路環，設立“海島鎮行政局”。1874年，拆毀中式的古關閘，並在北面另建西洋凱旋門式的新關閘。1879年佔龍田村。1883年，強編望廈、龍田村的戶籍，並且開闢馬路。
到了1880年代，澳葡政府將七村三島及其數百家民居納入其管治，佔領澳門全境。

## 古籍記載
《代理前山同知蔡國楨為葡人隱謀侵界請明斥其非事致兩廣總督李瀚章稟文》：「卑職竊思，葡國地小民貧，向恃澳門爲供給外府，自中國通商之後，洋貨專注香港，而澳門之利源一減，旋因禁賣豬仔，收回闈姓，而澳門之利源再減。近則海道沙淤，大船不能進泊，富商裹足，殷戶潛移，而葡人之流寓澳門者，又生齒日繁，實有外强中乾，岌岌不能自保之勢。故於同治初年毁三巴門圍墻，越望夏、龍田各村而至關閘，次而青洲，次而潭仔（氹仔），再次而過路環，居然近佔七村，遠奪三島，編戶籍收稅，藉此以充官兵之俸餉。」